# Psilacron cincia
Psilacron cincia är en fjärilsart som beskrevs av Druce 1911. Psilacron cincia ingår i släktet Psilacron och familjen tandspinnare. Inga underarter finns listade.